# Apogonia elongata
Apogonia elongata är en skalbaggsart som beskrevs av Gilbert John Arrow 1938. Apogonia elongata ingår i släktet Apogonia och familjen Melolonthidae. Inga underarter finns listade i Catalogue of Life.